# Дзівішув
Дзівішув (пол. Dziwiszów, нім. Berbisdorf) — село в Польщі, у гміні Єжув-Судецький Єленьоґурського повіту Нижньосілезького воєводства.
Населення — 1284 особи (2011).
У 1975-1998 роках село належало до Єленьоґурського воєводства.

## Демографія
Демографічна структура станом на 31 березня 2011 року:
|          | Загалом | Допрацездатний вік | Працездатний вік | Постпрацездатний вік |
| -------- | ------- | ------------------ | ---------------- | -------------------- |
| Чоловіки | 615     | 122                | 455              | 38                   |
| Жінки    | 669     | 136                | 421              | 112                  |
| Разом    | 1284    | 258                | 876              | 150                  |